# Попруженко Михайло Георгійович
Михайло Георгійович Попруженко (1866 — 30.03.1944) Історик-слов'янознавець, літературознавець професор Імператорського Новоросійського та Софійського університетів.Академік Болгарської Академії Наук

## Походження та освіта
Народився 25.07.1866 у родині протоієрея і богослова Г. І. Попруженка (1818—1889).
Після навчання у гімназії вступив до історико-філологічного факультету Імператорського Новоросійського університету, який закінчив у 1888 із двома золотими медалями і ступенем кандидта. Вчителями і наставниками були професори-слов'янознавці О.Кірпічніков, О.Кочубинський, Ф.Успенський. Після закінчення університету був залишений на кафедрі для підготовки до професорського звання. Водночас він викладав і в Одеському комерційному училищі (1888—1891).
У 1891, після вдалого складення магістерського іспиту, почав читати лекції із слов'янознавста як приват-доцент Імператорського Новоросійського університету. 1894 захистив магістерську дисертацію з теми «Из истории литературной деятельности в Сербии XV в.», а 1899 — докторську дисертацію «Синодик царя Бориса». Захист відбувався у Харківському університеті, під керівництвом відомого славіста Марина Дринова.

## «Одеський період» життя
Публікація М.Попруженко тексту цінної болгарської пам'ятки «Синодик царя Бориса» (1897) разом із дослідженням самого джерела (1899) мали вплив на подальший розвиток болгарської історіографії. Досліджуючи «Синодик» навів короткий нарис розвитку єретичних рухів у Візантії, зокрема богомільства. У 1908 був обраний екстраординарним, а у грудні 1909 призначений ординарним проф-м по кафедрі слов'янської філології. Читав лекції з історії слов'янських народів та їхніх літератур, церковнослов'янської мови, вступ до слов'янознавства, проводив практичні заняття з слов'янської історії і мовознавста. З 1912 викладав на Одеських вищих жіночих курсах.
Паралельно із викладацькою діяльністю у 1896—1919 очолював Одеську міську публічну бібліотеку. Саме він описав її історію у своїй книзі «Одесская городская публичная библиотека. 1830—1910» (1911). Крім того, за його редакування у 1901—1911 побачив світ п'ятитомний друкований каталог бібліотеки. За його директорства була побудована і нова будівля бібліотеки по вул. Херсонськый (нині Пастера), куди бібліотека переїхала у 1907.
Із 1889 був членом Одеського товариства історії і старожитностей, з 1909 — його секретарем. Був членом Одеського бібліографічного товариств, Історико-філологічного товариства при Новоросійському університеті, Російського археологічного інституту у Константинополі. Його перу належить чимало статей у «Записках» товариства. У він 1914 спромігся підготувати покажчик статей, опублікованих у І-ХХХ томах цього наукового видання.

## «Софійський період» життя
У 1919 емігрував до Болгарії.
У 1920 р. разом з М. Арнаудовим видали збірку «Русский в Болгарии (русско- болгарские разговоры)», що фактично була посібником з адаптації для емігрантів. Брошура містила розмовні фрази, необхідні у різноманітних побутових ситуаціях, надавався перелік болгарських числівників, а також необхідні слова для розмови. Посібник надавав також загальні відомості про Болгарію у форматі запитань-відповідей.
1920—1941 працював на історико-філологічному факультеті Софійського університету професором історії російської літератури. Попруженко читав курс «Історія Росії і російської літератури», а також прочитав низку лекцій і провів ряд семінарських занять, які охоплювали й інші теми.
1939 його було названо почесним доктором цього університету. З 1923 був член-кореспондентом, а з 1941 — академіком Болгарської Академії Наук, був членом Болгарського археологічного інституту (з 1928) і Македонського наукового інституту у Празі (з 1934).
Помер 30 березня 1944 внаслідок сердечного наступу після чергового сильного бомбардування Софії англійською та американською авіацією.

## Наукова спадщина
Коло його наукових наукових інтересів можна окреслити історією і культурою південних, західних і східних слов'ян.
Більшу частину наукового спадку складають твори з болгаристики, до яких відносяться праці із кирило-мефодіївської тематики («Материалы для библиографии по Кирилло-мефодиевскому вопросу» (1902), «Библиографски преглед на славянските кирилски източници за живота и дейсноста на Кирила и Методия» (1935), «Кирилометодиевская библиография за 1934—1940» (1942), а також видання і дослідження джерел з історії богомільства та болгарського відродження, серед яких — «Абагар. Из истории возрождения болгарского народа» (1906) «Св. Козмы Презвитера слово на еретики и поучение от божественных книг» (1907), «Козма Пресвитер» (1911), «Страницы из истории болгар» (1922) та ін.
Протягом «одеського періоду» неодноразово публікував праці, присвячені історії Одеси і Новоросії, часто у їхньому поєднанні із культурою на національними рухами південних та західних слов'ян, такі як «Участие Одессы в возрождении народа болгарского» (1912), «Ю. И. Крашевский в Одессе» (1913) та ін. Окремим напрямком його археографічної діяльності можна назвати періодичні публікації матеріалів з історії слов'янських колоній у Росії. Ним були видані джерела з історії благоустрою Одеси, опубліковані нові сторінки із щоденника О.Бодянського. За його редагування побачила світ (1916) збірка творів В.Григоровича із передмовою про одеський період життя вченого.

## Праці
- Абагар. Из истории возрождения болгарского народа. — СПб, 1906;
- Библиографски преглед на славянските кирилски източници за живота и дейсноста на Кирила и Методия. — София, 1935;
- Козма Пресвитер. — София, 1911;
- Материалы для библиографии по Кирилло-мефодиевскому вопросу. — Одесса, 1902;
- Прошлое глаголицы // Филологические записки. — 1891. — № 3;
- Св. Козмы Презвитера слово на еретики и поучение от божественных книг. — СПб, 1907;
- Синодик царя Бориса. — Одесса, 1897; 1899; Участие Одессы в возрождении народа болгарского. — Одесса, 1912.